# Jacques Henri de Durfort
Jacques-Henri de Durfort, duc de Duras, est un maréchal de France, né le 9 octobre 1625 d'une des plus anciennes familles de Guyenne et mort le 12 octobre 1704. Il s'illustra dans les guerres de la première moitié du règne de Louis XIV (Fronde, conquête de la Franche-Comté, guerre de la Ligue d'Augsbourg).

## Biographie
Jacques Henri est le fils aîné de Guy Aldonce Ier de Durfort (1605-1665), marquis de Duras, comte de Rauzan et de Lorges, maréchal de camp et d'Élisabeth de La Tour d'Auvergne, fille d'Henri de La Tour d'Auvergne et sœur de Turenne, maréchal de France.
- Il a un frère, Armand de Durfort, mort de la peste le 6 avril 1631 avant d'avoir atteint l'âge d'un an ; et un autre frère, Frédéric Maurice de Durfort (1626-1649), comte de Rauzan, impliqué dans le blocus de Paris pendant la Fronde, au cours duquel il est blessé le 19 février 1649, et qui meurt le 1er mai des suites de ses blessures ; il a aussi une sœur, Marie de Durfort, dame d'atours de la duchesse d'Orléans.
- Leur frère, Guy Aldonce II de Durfort (1630-1702), duc de Lorges, est également maréchal de France. On ne peut s'empêcher de penser que leur oncle maternel a dû favoriser la carrière militaire de Jacques-Henri et de Guy Aldonce. Car, il devint en 1643 capitaine au régiment de cavalerie de Turenne.

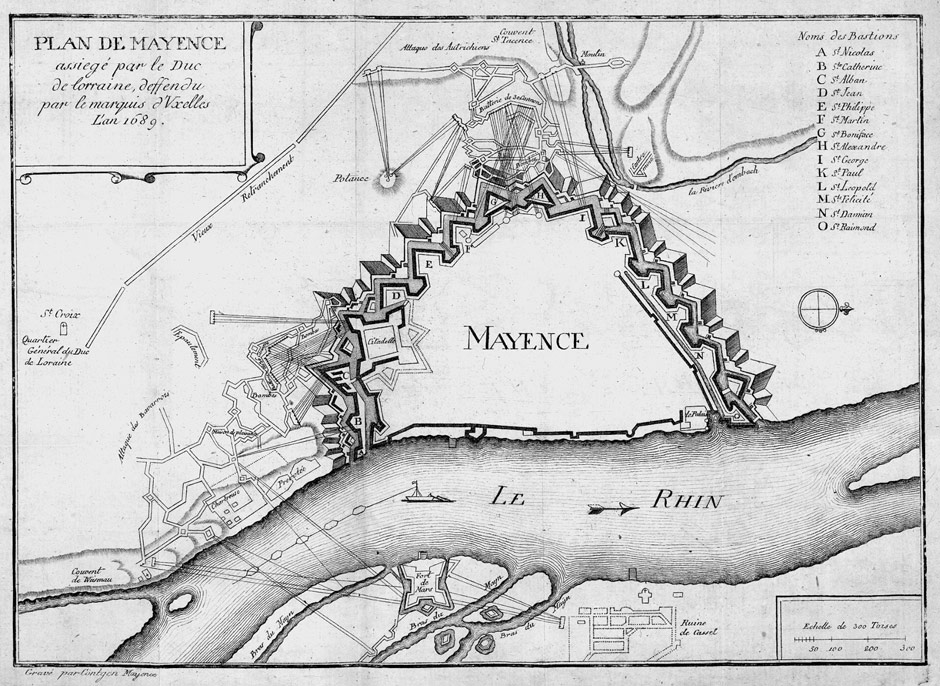
Siège de Mayence en l'année 1689. gravure, Paris, 1756

Il sert d'abord son oncle, sous Turenne et sous Condé. Il se distingue à Mariendal, à Alerheim. Il suit en 1651 le parti de Condé, alors rebelle. Il rentre au service du roi en 1657, avec le titre de lieutenant général. Il eut une grande part à la conquête de la Franche-Comté et est nommé par Louis XIV gouverneur de cette province et maréchal (1675), puis fait duc et pair de France (le titre de pair ne fut pas enregistré) en 1689. Aux côtés de Nicolas Chalon du Blé, marquis d'Uxelles, il défend vaillamment la forteresse de Mayence du 1er juin au 8 septembre 1689, pendant la guerre de la Ligue d'Augsbourg.

## Descendance
Il épouse Marguerite Félice de Lévis-Ventadour, sœur de Louis-Charles, dont
- Jacques-Henri II (1670-1697), qui épouse en mars 1689 Louise-Madeleine Eschalart de la Marck (morte en 1717 à 58 ans), comtesse de Braine, baronne de Sérignan[1]
- Jean-Baptiste (1684-1770), lieutenant général, gouverneur de la Guyenne et de la Franche-Comté ; Père de : 
  - Emmanuel-Félicité, duc de Duras (1715-1789), également maréchal de France et académicien ; dernier gouverneur de la Franche-Comté. Epoux de sa petite-cousine Charlotte-Antoinette de La Porte-Mazarin ci-dessous et père de : 
    - Louise-Jeanne, qui marie le duc Louis-Marie d'Aumont : Parents de Louise d'Aumont épouse d'Honoré IV de Monaco
- Louise Bernardine de Durfort Duras en compagnie de son jeune esclave, par Pierre Gobert.Louis

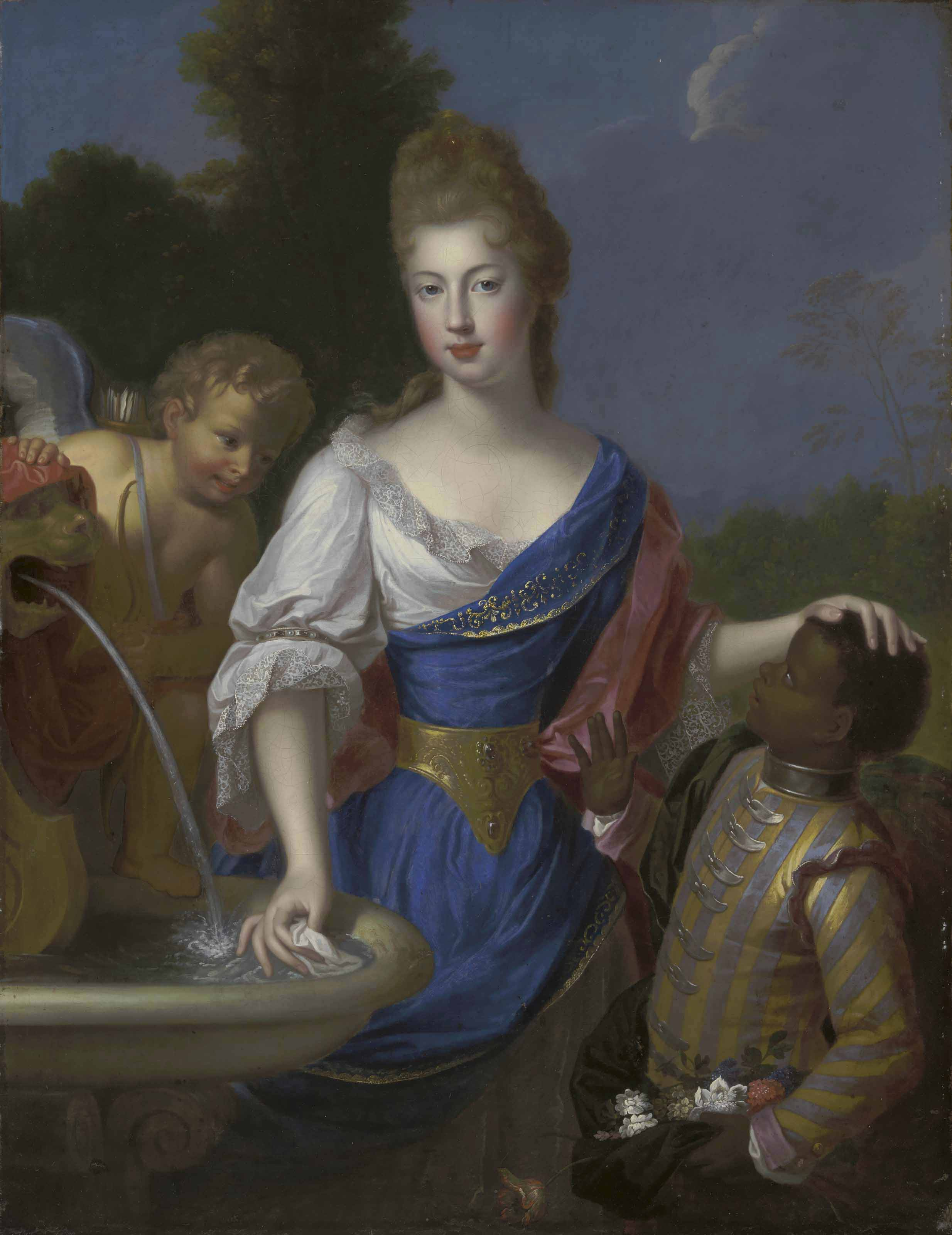
Louise Bernardine de Durfort Duras en compagnie de son jeune esclave, par Pierre Gobert.

- Charlotte-Félicité ( † 1730) qui épouse à Besançon, le 18 décembre 1685, Paul-Jules de La Porte (1666-1731), duc de Mazarin, de La Meilleraye et de Mayenne, fils d'Armand-Charles de La Porte de La Meilleraye et d'Hortense Mancini[2], 
  - d'où le duc Guy-Paul-Jules (1701-1738), père lui-même de Charlotte-Antoinette de La Porte, femme de son grand-cousin Emmanuel-Félicité de Durfort de Duras ci-dessus
- Louise Bernardine ou Bernarde ( † 1747) qui épouse à Paris, paroisse Saint-Paul, le 17 janvier 1696, à l'âge de quatorze ans, Jean-François-Paul de Bonne de Créquy, duc de Lesdiguières, pair de France[3],[4]

## Armoiries
Armes de Jacques Henri de Durfort (1625-1704), comte, puis marquis, puis duc de Duras et pair de France (non enregistré), puis duc de Duras, capitaine des Gardes du corps du roi et maréchal de France, doyen des maréchaux de France, chevalier du Saint-Esprit (reçu le 31 décembre 1688)
Écartelé: aux 1 et 4, d'argent, à la bande d'azur (de Durfort) ; aux 2 et 3, de gueules, au lion d'argent (Lomagne). Tenants: deux anges,.